# Biển Bạch
Biển Bạch là một xã thuộc tỉnh Cà Mau, Việt Nam.

## Địa lý
Xã Biển Bạch có vị trí địa lý:
- Phía đông giáp xã Trí Phải và tỉnh An Giang
- Phía tây giáp xã Nguyễn Phích
- Phía nam giáp xã Thới Bình
- Phía bắc giáp tỉnh An Giang.

Xã Biển Bạch có diện tích 158,2 km², dân số năm 2024 là 35.702 người, mật độ dân số đạt 225 người/km².

## Lịch sử
Tên của xã Biển Bạch được ghép từ tên của 2 liệt sĩ là Lê Văn Biển và Lưu Thái Bạch.
Năm 1949, thành lập xã Biển Bạch trên cơ sở một phần của xã Thới Bình.
Ngày 20 tháng 6 năm 1956, xã Biển Bạch thuộc huyện Thới Bình mới thành lập.
Ngày 22 tháng 10 năm 1956, Tổng thống Việt Nam Cộng hòa Ngô Đình Diệm ban hành Sắc lệnh số 143-NV về việc thành lập tỉnh An Xuyên trên cơ sở đổi tên tỉnh Cà Mau. Khi đó, xã Biển Bạch thuộc quận Thới Bình, tỉnh An Xuyên.
Ngày 20 tháng 9 năm 1975, Bộ Chính trị ban hành Nghị quyết số 245-NQ/TW về việc hợp nhất tỉnh Bạc Liêu, tỉnh Cà Mau và 2 huyện An Biên, Vĩnh Thuận (ngoại trừ 2 xã Đông Yên và Tây Yên) của tỉnh Rạch Giá thành một tỉnh mới, tên gọi tỉnh mới cùng với nơi đặt tỉnh lỵ sẽ do địa phương đề nghị lên.
Ngày 20 tháng 12 năm 1975, Bộ Chính trị ban hành Nghị quyết số 19/NQ về việc hợp nhất tỉnh Bạc Liêu và tỉnh Cà Mau thành một tỉnh mới, tên gọi tỉnh mới cùng với nơi đặt tỉnh lỵ sẽ do địa phương đề nghị lên.
Ngày 24 tháng 2 năm 1976, Chính phủ Cách mạng Lâm thời Cộng hòa miền Nam Việt Nam ban hành Nghị định số 3/NQ/1976 về việc hợp nhất tỉnh Bạc Liêu và tỉnh Cà Mau thành một tỉnh mới, lấy tên là tỉnh Bạc Liêu – Cà Mau. Khi đó, xã Biển Bạch thuộc huyện Thới Bình, tỉnh Cà Mau – Bạc Liêu.
Ngày 10 tháng 3 năm 1976, Chính phủ ban hành Nghị quyết về việc thành lập tỉnh Minh Hải trên cơ sở đổi tên tỉnh Bạc Liêu – Cà Mau. Khi đó, xã Biển Bạch thuộc huyện Thới Bình, tỉnh Minh Hải.
Ngày 25 tháng 7 năm 1979, Hội đồng Chính phủ ban hành Quyết định số 275-CP về việc:
- Chia xã Biển Bạch thuộc huyện Thới Bình thành 4 xã: Biển Bạch Tây, Biển Bạch Tân, Biển Bạch, Biển Bạch Đông.
- Chia xã Thới Bình thuộc huyện Thới Bình thành 3 xã: Thới Thuận, Thới Bình, Thới Hòa.

Ngày 14 tháng 2 năm 1987, Hội đồng Bộ trưởng ban hành Quyết định số 33B-HĐBT về việc:
- Giải thể xã Biển Bạch Tân để sáp nhập vào xã Biển Bạch và xã Biển Bạch Tây.
- Sáp nhập xã Thới Thuận vào xã Biển Bạch Đông.

Sau khi phân vạch, điều chỉnh địa giới hành chính:
- Xã Biển Bạch có 5.130 hécta đất và 6.180 nhân khẩu.
- Xã Biển Bạch Đông có 6.626 hécta đất và 6.011 nhân khẩu.
- Xã Biển Bạch Tây có 3.732 hécta đất và 6.550 nhân khẩu.

Ngày 2 tháng 2 năm 1991, Ban Tổ chức – Cán bộ của Chính phủ ban hành Quyết định số 51/QĐ-TCCP về việc sáp nhập xã Biển Bạch Tây vào xã Biển Bạch.
Ngày 6 tháng 11 năm 1996, Quốc hội ban hành Nghị quyết về việc chia tỉnh Minh Hải thành Bạc Liêu và tỉnh Cà Mau. Khi đó, xã Biển Bạch thuộc huyện Thới Bình, tỉnh Cà Mau.
Ngày 5 tháng 9 năm 2005, Chính phủ ban hành Nghị định số 113/2005/NĐ-CP về việc thành lập xã Tân Bằng thuộc huyện Thới Bình trên cơ sở 4.730 ha diện tích tự nhiên và 10.419 nhân khẩu của xã Biển Bạch.
Sau khi điều chỉnh địa giới hành chính, xã Biển Bạch còn lại 4.068 ha diện tích tự nhiên và 8.210 nhân khẩu.
Ngày 9 tháng 12 năm 2020, HĐND tỉnh Cà Mau ban hành Nghị quyết số 28/NQ-HĐND về việc:
- Sáp nhập ấp Bình Minh vào ấp Nguyễn Tòng
- Sáp nhập ấp Sông Cái vào ấp Huỳnh Nuôi.

Tính đến ngày 31/12/2024:
- Xã Biển Bạch có 5 ấp: 11, 18, Hà Phú Ứng, Thanh Tùng, Trương Thoại.
- Xã Biển Bạch Đông có 10 ấp: Cái Sắn Ngọn, Cái Sắn Vàm, Huỳnh Nuôi, Hữu Thời, La Cua, Lê Giáo, Nguyễn Tòng, Phước Hòa, Quyền Thiện, Xóm Mới.
- Xã Tân Bằng có 7 ấp: Lê Hoàng Thá, Nguyễn Huế, Kinh 6, Tân Bằng, Tấn Công, Kinh 8, Kinh 9.

Ngày 12 tháng 6 năm 2025, Quốc hội ban hành Nghị quyết số 202/2025/QH15 về việc sắp xếp đơn vị hành chính cấp tỉnh (nghị quyết có hiệu lực từ ngày 12 tháng 6 năm 2025). Theo đó, sáp nhập tỉnh Bạc Liêu vào tỉnh Cà Mau.
Ngày 16 tháng 6 năm 2025, Ủy ban Thường vụ Quốc hội ban hành Nghị quyết số 1655/NQ-UBTVQH15 về việc sắp xếp các đơn vị hành chính cấp xã của tỉnh Cà Mau năm 2025 (nghị quyết có hiệu lực từ ngày 16 tháng 6 năm 2025). Theo đó, sáp nhập toàn bộ 71,4 km² diện tích tự nhiên, quy mô dân số là 14.491 người của xã Biển Bạch Đông thuộc huyện Thới Bình; toàn bộ 45,1 km² diện tích tự nhiên, quy mô dân số là 12.139 người của xã Tân Bằng thuộc huyện Thới Bình vào toàn bộ 41,7 km² diện tích tự nhiên, quy mô dân số là 9.072 người của xã Biển Bạch thuộc huyện Thới Bình.
Xã Biển Bạch có 158,2 km² diện tích tự nhiên và quy mô dân số là 35.702 người.